# Acanthodoris caerulescens
Acanthodoris caerulescens är en snäckart som beskrevs av Bergh 1880. Acanthodoris caerulescens ingår i släktet Acanthodoris och familjen Onchidorididae. Inga underarter finns listade i Catalogue of Life.